# Vezzano (Arquata del Tronto)
Vezzano è una frazione del comune di Arquata del Tronto in provincia di Ascoli Piceno, nella regione Marche, ed appartiene all'ente territoriale della Comunità montana del Tronto.

## Geografia fisica

### Territorio
Il territorio della frazione si estende nell'Alta Valle del Tronto, all'interno dell'area naturale protetta del Parco nazionale dei Monti Sibillini. Il centro urbano è stato costruito su un poggio alla sinistra orografica del fiume Tronto, a 668 m slm, nella zona denominata «Valle Romana», tra i paesi di Trisungo, Borgo, Arquata e Pescara del Tronto.

In epoca romana, il villaggio vezzanese era prossimo al percorso della consolare Salaria. Sebbene non vi siano stati ritrovamenti e riferimenti sicuri che possano dimostrare questa circostanza, gli storici ipotizzano che la sede viaria, proveniente da Grisciano, sia sovrapponibile ad una attuale mulattiera che costeggia la riva destra del Tronto. Secondo la ricostruzione di Mario Luni e Gabriele Baldelli, la strada si spostava a sinistra del Tronto tra i paesi di Grisciano e Pescara del Tronto, per poi proseguire a mezza costa fino a Vezzano, attraversare la Valle Romana, raggiungere Arquata ed arrivare a Trisungo.
La fauna che popola il suo circondario, come per il resto del comune di Arquata, è costituita da varie specie di animali selvatici tra i quali, il cinghiale, il picchio, il falco pellegrino, la lepre, il gatto selvatico, il tasso, lo scoiattolo, il riccio, l'istrice, il capriolo, la volpe e la donnola.

### Clima
Il clima è quello tipico dell'Appennino centro-settentrionale, caratterizzato da temperature rigide durante in inverno, con frequenti nevicate e gelo intensi. I mesi estivi risultano miti e mai troppo caldi. Le piogge sono distribuite durante tutte le stagioni con maggiore frequenza nei mesi freddi.

## Origini del nome
Gli studiosi riconducono il significato etimologico del nome del paese ad un sostantivo di origine prediale derivante dalla parola latina «vettianum» che, a sua volta, è riferibile al nome gentilizio «Vettius», ossia al nome proprio di persona «Vettio». Secondo Giulio Amadio è possibile che il primitivo ed originario insediamento fosse costituito da una «Villa Rustica o fattoria dell'antico proprietario terriero» che in seguito «divenne spesse volte villaggio».

## Storia
Il silenzio delle fonti documentali non permette di conoscere in modo approfondito particolari eventi che hanno contraddistinto le vicissitudini storiche legate a questo paese che ha seguito le vicende di Arquata.

### Cronologia storica essenziale
- 1580 - Dalla relazione della visita pastorale del vescovo ascolano Nicolò Aragona, avvenuta tra il 1580 ed il 1581, si apprende che nel paese era già stata istituita la Confraternita del Corpus Domini.[5]

- 1798 - Nel testo del Tomo 1 della Collezione di carte pubbliche, proclami, editti, ragionamenti ed altre produzioni tendenti a consolidare la rigenerata Repubblica Romana si trova menzione di Arquata e di Vezzano nell'elenco dei paesi appartenenti al Dipartimento del Tronto del Cantone di Acquasanta.[6]

- 1831 - Nel testo dell' Indice di tutti i luoghi dello Stato Pontificio colla indicazione della rispettiva Legazione o Delegazione in che sono compresi nel Distretto Governo e Comune da cui dipendono le Diocesi alle quali sono essi soggetti e coll'epilogo in fine dei Distretti e Governi di ciascuna Legazione o Delegazione desunto dall'ultimo riparto territoriale ripromesso coll'Editto del 5 luglio 1831 questo paese risulta come: «Frazione di Arquata soggetta a quel Governo: Distretto, Delegazione e Diocesi di Ascoli. Anime 219.»

### Terremoto del Centro Italia del 2016 e del 2017
Il centro abitato è stato colpito dai terremoti avvenuti negli anni 2016 e 2017 che ne hanno causato la parziale distruzione. Non si sono registrate vittime.

## Monumenti e luoghi d'interesse

### Chiesa di Santa Caterina
L'edificio religioso dedicato a santa Caterina da Siena si eleva all'ingresso del paese, addossato ad una casa privata, e mostra i segni architettonici compositivi di una semplice struttura. Nel corso del tempo ha subito vari interventi di manutenzione che non consentono di delineare un profilo cronologico preciso sulla fondazione e l'epoca della sua originaria elevazione. L'attuale edificio è riferibile all'XVIII-XIX secolo. Il tessuto murario è realizzato con l'impiego di sassi e conci irregolari di pietra locale lasciati a vista. La facciata è aperta dal varco d'ingresso contornato da un portale in travertino ed un soprassoglio aggettante. Il coronamento a spiovente è reso irregolare dalla vela del campanile a due luci, a destra della facciata, che ospita 2 campane. Lungo il fianchi si notano 2 finestre arcate su ogni lato longitudinale che illuminano l'interno. Nell'aula liturgica, a pianta rettangolare, si trovano: un'acquasantiera a muro, in pietra scolpita tondeggiante e pentalobata, sulla parete di fondo l'altare in legno di noce adorno di un dipinto ad olio, databile tra XVIII-XIX secolo, ed una statua lignea di santa Lucia risalente al XV secolo.
A seguito degli eventi sismici, avvenuti negli anni 2016-2017, la fabbrica consacrata ha riportato numerosi danni ed è stata dichiarata inagibile. Sotto la direzione del MIBACT, dall'interno della chiesa sono state recuperate e messe al sicuro tutte le opere d'arte trasportabili. Tra queste sono comprese la statua in legno di santa Lucia del 1400 e la tela del 1700 che ritrae santa Caterina.

#### Croce astile
Al corredo sacro della chiesa appartiene anche un'antica croce astile. Il manufatto è costituito da un'armatura lignea ricoperta da una lamina in rame dorato lavorato a sbalzo che mostra, nella zona centrale, la figura di Cristo benedicente e seduto. Le estremità dei bracci sono trilobate ed ornate dalle rappresentazioni dei simboli biblici dei quattro evangelisti così disposti: in alto l'aquila di san Giovanni, a destra il leone di San Marco, a sinistra il bue di san Luca ed in basso l'angelo di san Matteo. Nella parte bassa compare anche un altro simbolo della cristianità: il cristogramma medioevale IHS, grafema del nome di Gesù, inscritto al centro del sole raggiante, diffuso da san Bernardino da Siena. La croce vezzanese è stata probabilmente realizzata sul modello della croce astile della chiesa di Santa Croce di Pescara del Tronto, ma risulta di manifattura più recente e meno arcaica nella lavorazione. È stata esposta in occasione della Mostra dell'oreficeria sacra ascolana dell'anno 1963.

### Chiesa di Santa Lucia
La piccola chiesa rurale intitolata a santa Lucia è stata demolita dopo i sismi degli anni 2016-2017 perché la sua stabilità era gravemente compressa. Si elevava a 776 m s.l.m., fuori dal paese, immersa nel silenzio di un bosco, sul poggio dove è stato costruito anche il camposanto vezzanese, lungo la SP 129 fra le frazioni di Vezzano e Pescara del Tronto.
Dai documenti conservati presso l'Archivio storico diocesano di Ascoli Piceno, non si individua una precisa data di fondazione, tuttavia le prime notizie certe ne attestano l'esistenza nel corso del XVI secolo e ne indicano una ricostruzione, sulle fondazioni originarie, dopo il secondo conflitto mondiale, nell'anno 1948.
La fabbrica era connotata da un'austera essenzialità e costruita con conci irregolari di pietra locale. Si componeva di una sola aula liturgica, impostata su una pianta rettangolare conclusa da una piccola abside semicircolare. L'interno era interamente pavimentato in cotto e coperto da un soffitto a capriate. Lo spazio che comprendeva l'altare e l'abside, riservato ai religiosi officianti, era diviso dall'aula dei fedeli con una balaustra.
La facciata, oltre al varco d'ingresso, aveva l'apertura di un oculo, entrambi contornati in travertino. 
In corrispondenza del colmo del tetto si trovava un piccolo campanile a vela ad una sola luce.

### Fonte di Santa Lucia
La fonte si trova nei pressi della chiesa omonima, nella parte retrostante all'attiguo camposanto. Il sito che l'accoglie ha peculiarità di interesse antropologico e naturalistico. È costituita da una vena d'acqua sorgiva che sgorga da una fenditura del suolo ed origina una piccola polla di raccolta. Per i fedeli ha caratteristiche rituali e terapeutiche. 
Secondo la tradizione popolare, è curativa e benefica per i disturbi della vista. In tempi passati, nei giorni di Pasquetta e dell'Ottavario di Pasqua, era meta di passeggiate per «passar l'acqua», ossia per attraversare il corso di un ruscello, quale rito di buon auspicio.

### Lavatoio pubblico
Nella frazione vi è anche un lavatoio pubblico composto da una vasca e coperto da un tetto a capriate sostenuto da 4 colonne a sezione quadrata elevate in laterizi.

### Fonte pubblica
La fonte pubblica è stata fabbricata, con laterizi a vista, accostata alla Chiesa di Santa Caterina. Si tratta di una piccola costruzione ascrivibile al XIX secolo. Gli elementi architettonici e stilistici che la compongono sono costituiti dall'arco di ingresso e dal cantonale bugnato.

### Architetture militari
Nella zona denominata Valle Romana, nelle vicinanze del paese, vi era 1 delle torri di avvistamento della Rocca di Arquata.

## Infrastrutture e trasporti

### Strade
Il centro urbano si trova lungo la Strada statale 4 Via Salaria tra i paesi di Trisungo e Pescara del Tronto. Al borgo si accede anche dal bivio della Strada statale 685 delle Tre Valli Umbre che si apre dopo poche centinaia di metri dall'imbocco della Salaria.